# Зубчасте колесо

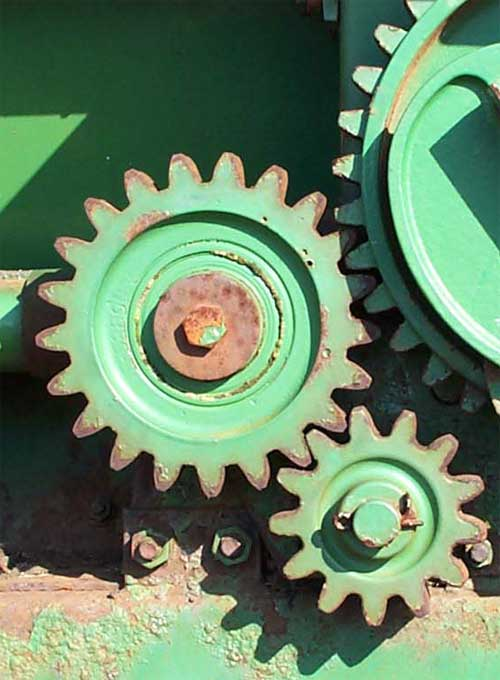
Зубчасті колеса

Зу́бчасте ко́лесо (триб, шестірня́, розм. шестерня́, коліща́) — основна деталь зубчастої передачі у вигляді диска з зубами на циліндричній або конічній поверхні, що входять в зачеплення із зубами іншого зубчастого елемента і призначена для передавання руху до цього зубчастого елемента або отримання руху від нього.

## Термін

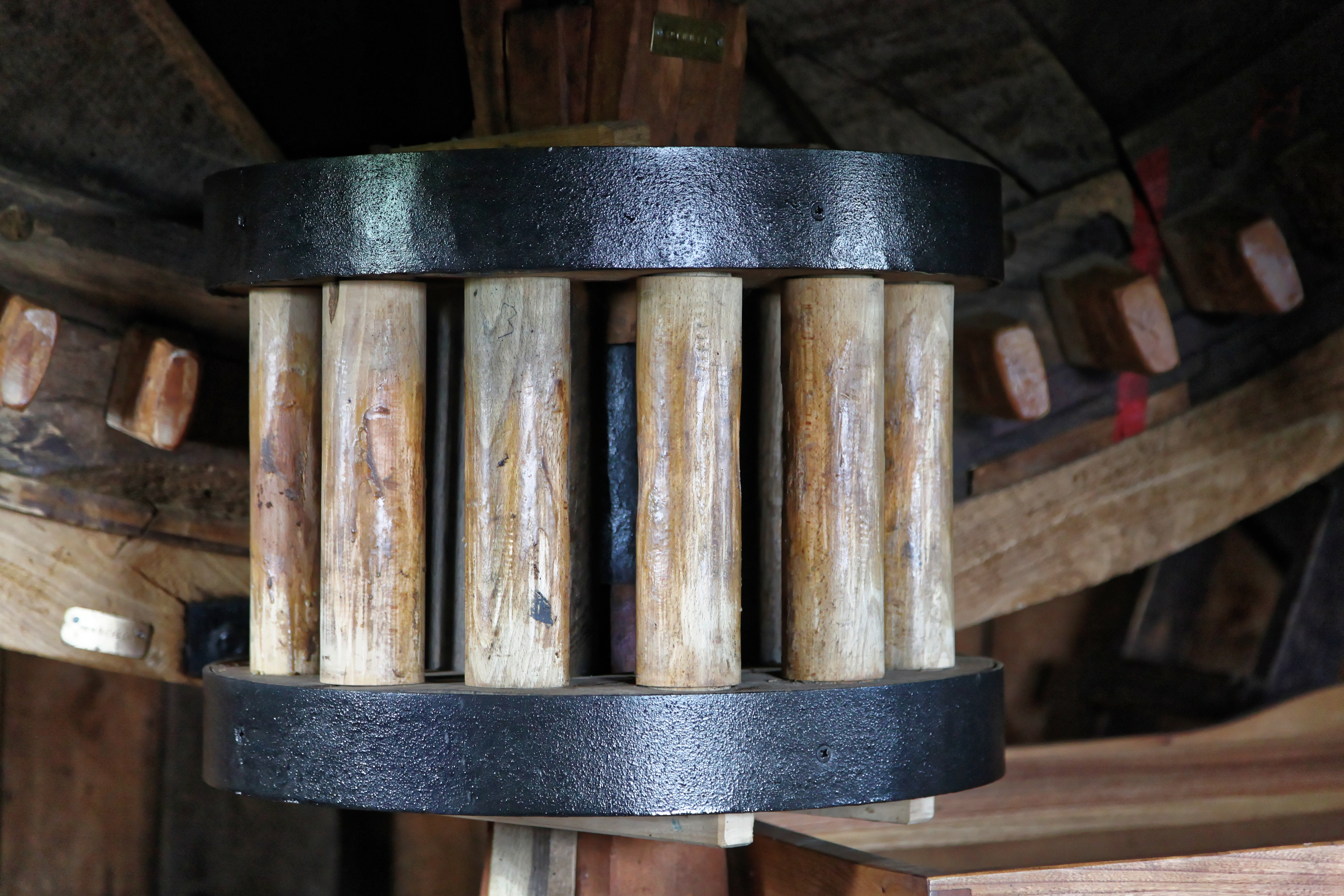
Цівкове колесо («шестерня») вітряка.

У Словарі української мови Б. Д. Грінченка словом шестерня́ називається цівкове колесо, що використовувалося в особливому типі зубчастої передачі — цівковій. З первісним виглядом такої шестірні пов'язана і її назва в східнослов'янських мовах: вона складалася з двох співвісних дисків, з'єднаних шістьма стрижнями-цівами. Велике колесо з кулачками по колу («пальцями», «пальками»), що приводило в рух шестерню, називалося палечним (зараз частіше називається корончастим). Словом триб, трибок (через пол. tryb від нім. Trieb) первісно називався елемент ручного ткацького верстата — споряджене заскочкою зубчасте коліщатко в місці проходу навою через раму. «Словник технічної термінології» під редакцією І. Шелудька і Т. Садовського 1928 року залишив цей термін для відповідника рос. шестерня, у той час як російський термін шестеренка він перекладав словом трибок. У СУМ-11 шестерня подане як розмовний варіант, офіційними термінами є шестірня і зубчасте колесо.
Мале привідне зубчасте колесо, незалежно від числа зубів у машинобудуванні заведено називати шестірнею, а велике ведене — колесом. Проте часто усі зубчасті колеса називають шестірнями.

## Загальний опис
Зубчасті колеса зазвичай використовуються парами з різним числом зубів з метою конвертування обертового моменту і швидкості обертання валу на виході. Колесо, до якого обертовий момент підводиться, називається приводним (ведучим), а колесо, з якого момент знімається, — веденим. Якщо діаметр ведучого колеса менший за діаметр веденого, то обертовий момент веденого колеса стане більшим при одночасному пропорційному зменшенні швидкості його обертання, і навпаки. Відповідно до передавального відношення, збільшення обертового моменту викликатиме пропорційне зменшення кутової швидкості обертання веденої шестірні, а їх добуток — механічна потужність — залишиться незмінним. Це співвідношення справедливе для ідеального випадку, в якому не враховуються втрати на тертя та інші ефекти, характерні для реальних пристроїв.

## Циліндричні зубчасті колеса

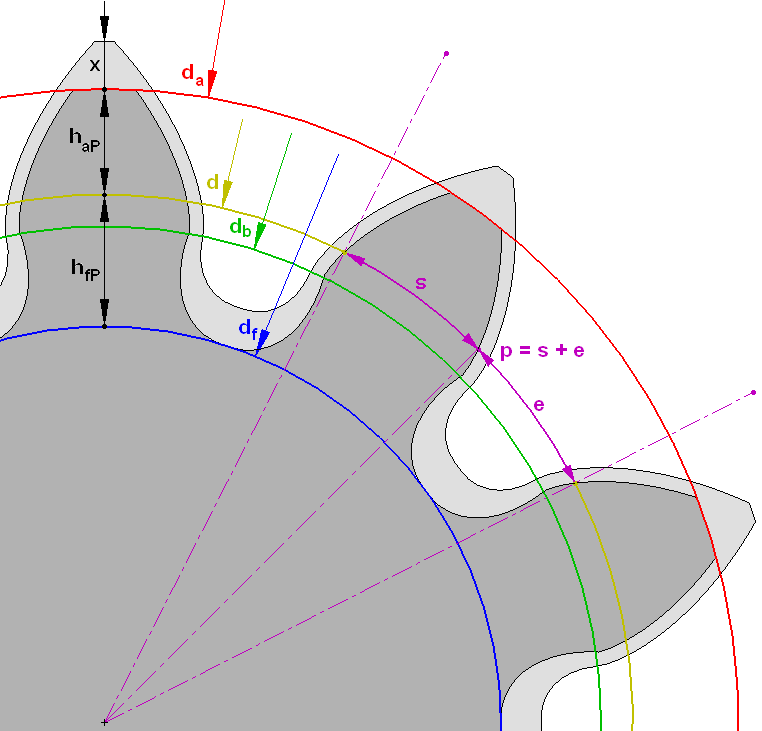
Параметри зубчатого колеса

### Поперечний профіль зуба

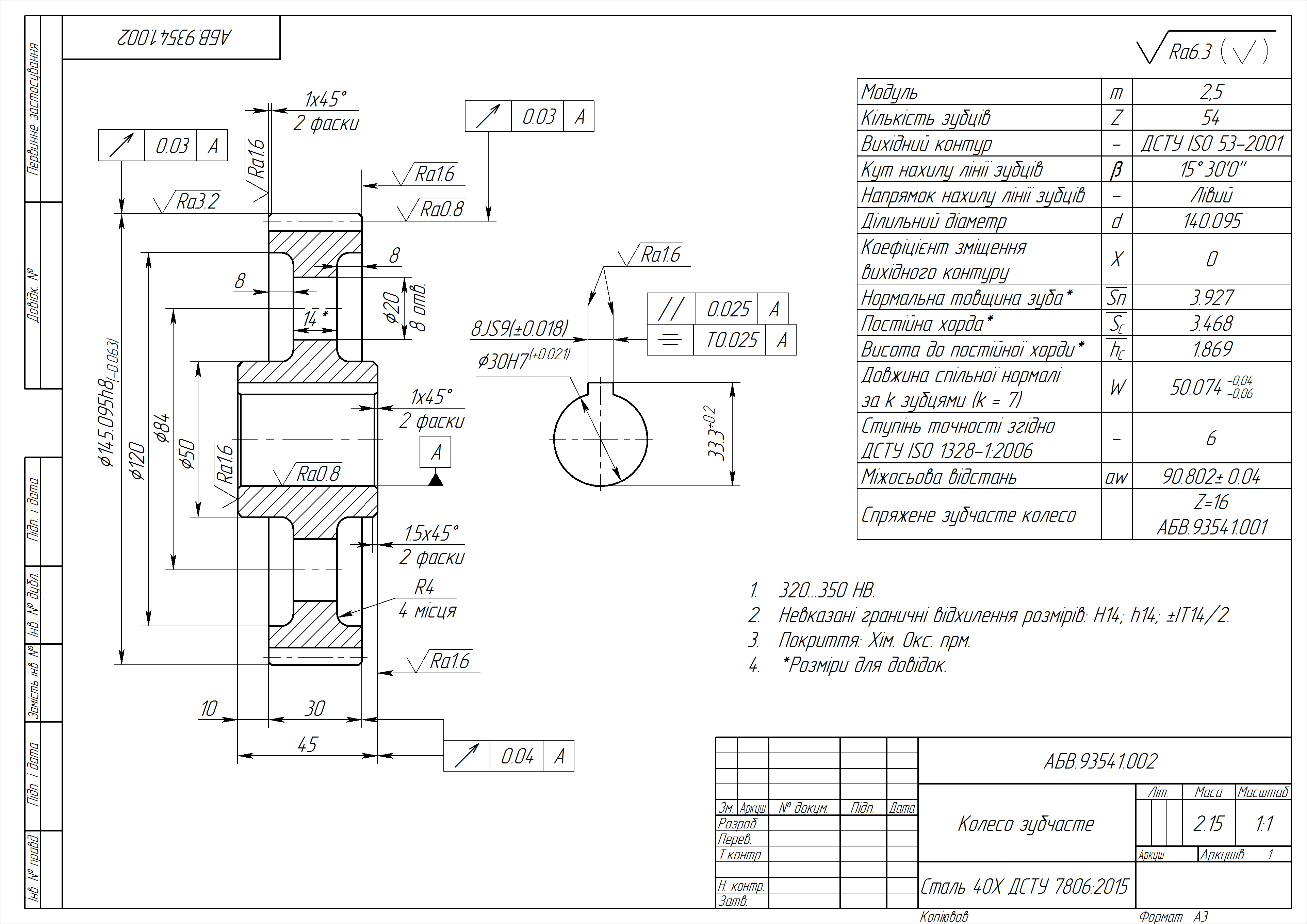
Кресленик колеса зубчастого у машинобудуванні, зразок виконання.

Профіль зубів коліс як правило має евольвентну бічну форму. Проте, існують передачі з коловою формою профілю зубів (передача Новікова з однією і двома лініями зачеплення) і з циклоїдною. Крім того, в храпових механізмах використовуються колеса з несиметричним профілем зуба.
Параметри евольвентного зубчатого колеса:
- m — модуль колеса — є стандартизований[12][13] найголовніший параметр. Визначається з розрахунку на міцність зубчатих передач. Має, також, враховувати умови експлуатації (наприклад абразивність довкілля, тип мащення і т. ін.). — Чим більш навантажена передача, тим вищим вибирається значення модуля. А далі через нього визначається решта всіх параметрів. Модуль вимірюється в міліметрах і обчислюється за формулою:

{\displaystyle \mathbf {m={\frac {d}{z}}={\frac {p}{\pi }}} }
- z — число зубів колеса
- p — крок зубів по ділильному колу (позначений фіолетовим кольором)
- d — діаметр ділильного кола (позначений жовтим кольором)
- da — діаметр кола вершин темного колеса (позначений червоним кольором)
- db — діаметр основного кола — евольвенти (позначений зеленим кольором)
- df — діаметр кола западин темного колеса (позначений синім кольором)
- hap+hfp — висота зуба темного колеса, x+hap+hfp — висота зуба світлого колеса
- х — зміщення інструменту при виготовленні колеса з метою коригування зачеплення (допустимі значення — до +/- 0,25m)

### Поздовжня лінія зуба

Прямозубі колеса

#### Прямозубі колеса

Косозубі колеса

Це — найпоширеніший вид зубчатих коліс. Зуби у них розміщені радіально, а лінія контакту зубів у зачепленні пари коліс паралельна до їхніх осей обертання, при цьому осі обох коліс мають розташовуватися у просторі також паралельно. Прямозубі зубчасті колеса мають найменшу вартість, проте обертовий момент, який вони можуть передавати, нижчий, порівняно з моментом, який можуть передавати косозубі і шевронні колеса таких самих габаритних розмірів.

#### Косозубі колеса
Косозубі колеса є вдосконаленим варіантом прямозубих. Їх зуби розташовуються під кутом до осі обертання, а формою утворюють частину спіралі. Зачеплення таких коліс відбувається більш плавно, ніж у прямозубих, а також із меншим шумом.
Недоліками косозубих коліс можна вважати наступне:
- При роботі у зачепленні косозубих коліс виникає механічна сила, направлена уздовж осей, що викликає необхідність застосування в опорах валів радіально-упорних підшипників, замість радіальних у випадках використання прямозубих, або шевронних коліс;
- Збільшення площі тертя зубів, що викликає додаткові втрати потужності на нагрів. (Може нівелюватись застосуванням спеціальних мастил).

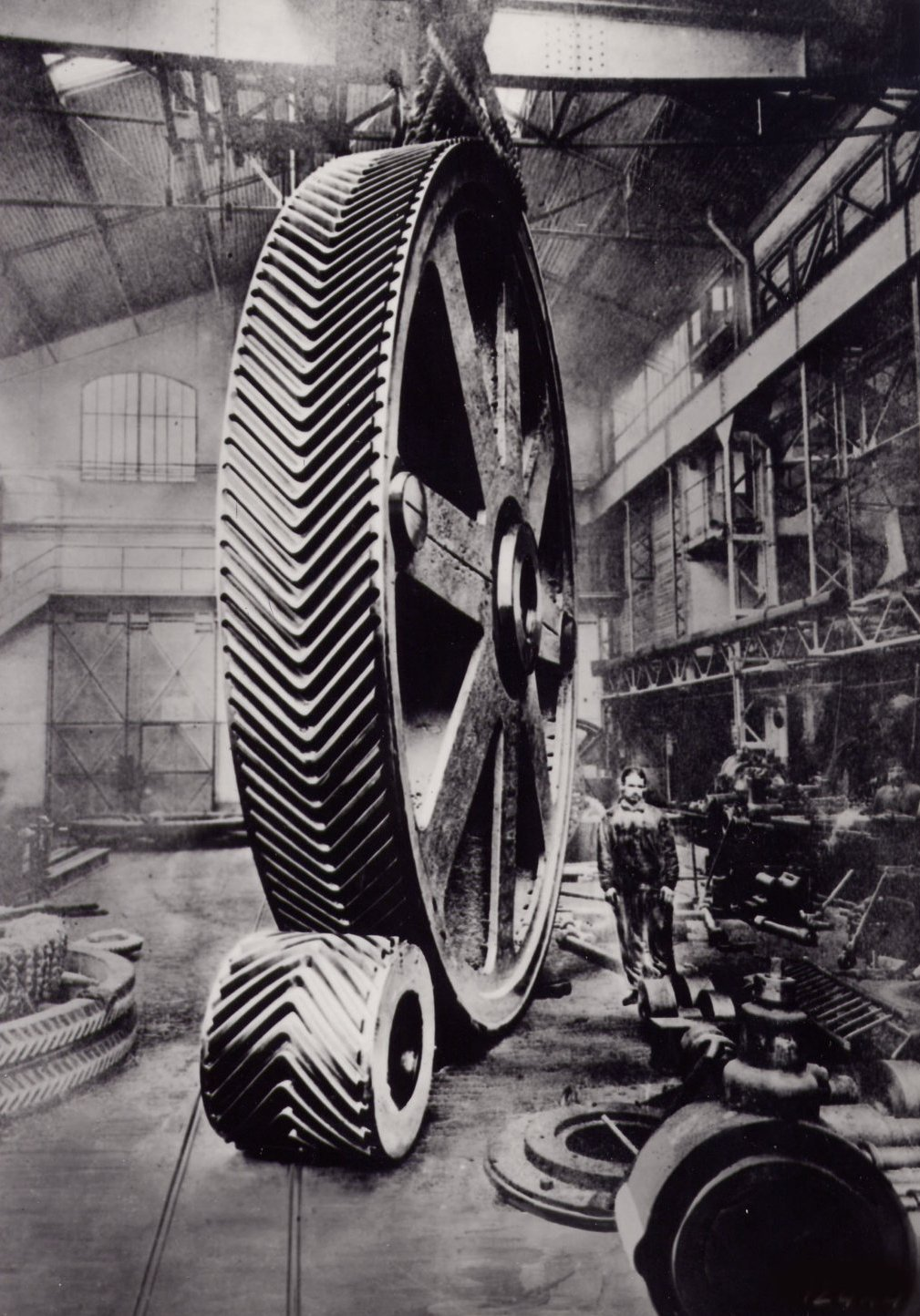
Шевронні колеса

В цілому, косозубі колеса застосовуються в механізмах, що вимагають передачі великого крутного моменту, високих швидкостей, або що мають жорсткі обмеження за шумом.

#### Шевронні колеса
Винайдені Андре Сітроеном. Шевронні колеса розв'язують проблему компенсації осьової сили. Зуби таких коліс виготовляються у вигляді букви «V» (або вони отримуються стикуванням двох косозубих коліс із зустрічним розташуванням зубів). Осьові сили обох половин такого колеса взаємно компенсуються, тому відпадає необхідність у встановленні валів на упорні підшипники. При цьому передача є самовстановлюваною в осьовому напрямі, унаслідок чого в редукторах з шевронними колесами один з валів встановлюють на пливучих опорах (як правило — на підшипниках з короткими циліндричними роликами). Передачі із застосуванням таких зубчатих коліс, зазвичай називають «шевронними».

### Зубчасті колеса з внутрішнім зачепленням
При жорстких обмеженнях на габарити, наприклад в планетарних механізмах, в шестеренній гідромашині з внутрішнім зачепленням, в приводі башти танка, застосовують колеса із зубчатим вінцем, нарізаним з внутрішньої сторони. Обертання ведучого і веденого колеса здійснюється в один бік. У такій передачі втрати на тертя менші.

### Секторні колеса
Секторним колесом є частина звичайного колеса будь-якого типу. Такі колеса застосовуються в тих випадках, коли обертання в механізмі здійснюється не на повний оберт. Тому можна заощадити на його габаритах.

### Колеса з коловими зубами
Передача на основі коліс з коловими зубами (Передача Новікова) має ще вищі ходові якості, ніж косозубі — високу здатність навантаження зачеплення, високу плавність і безшумність роботи. Проте вони обмежені в застосуванні через понижені, за тих же умов, ККД і ресурс роботи. Такі колеса суттєво складніші у виготовленні. Лінія зубів у них є колом радіусу, що підбирається під певні вимоги. Контакт поверхонь зубів відбувається в одній точці на лінії зачеплення, розташованій паралельно осям коліс.

## Конічні зубчасті колеса

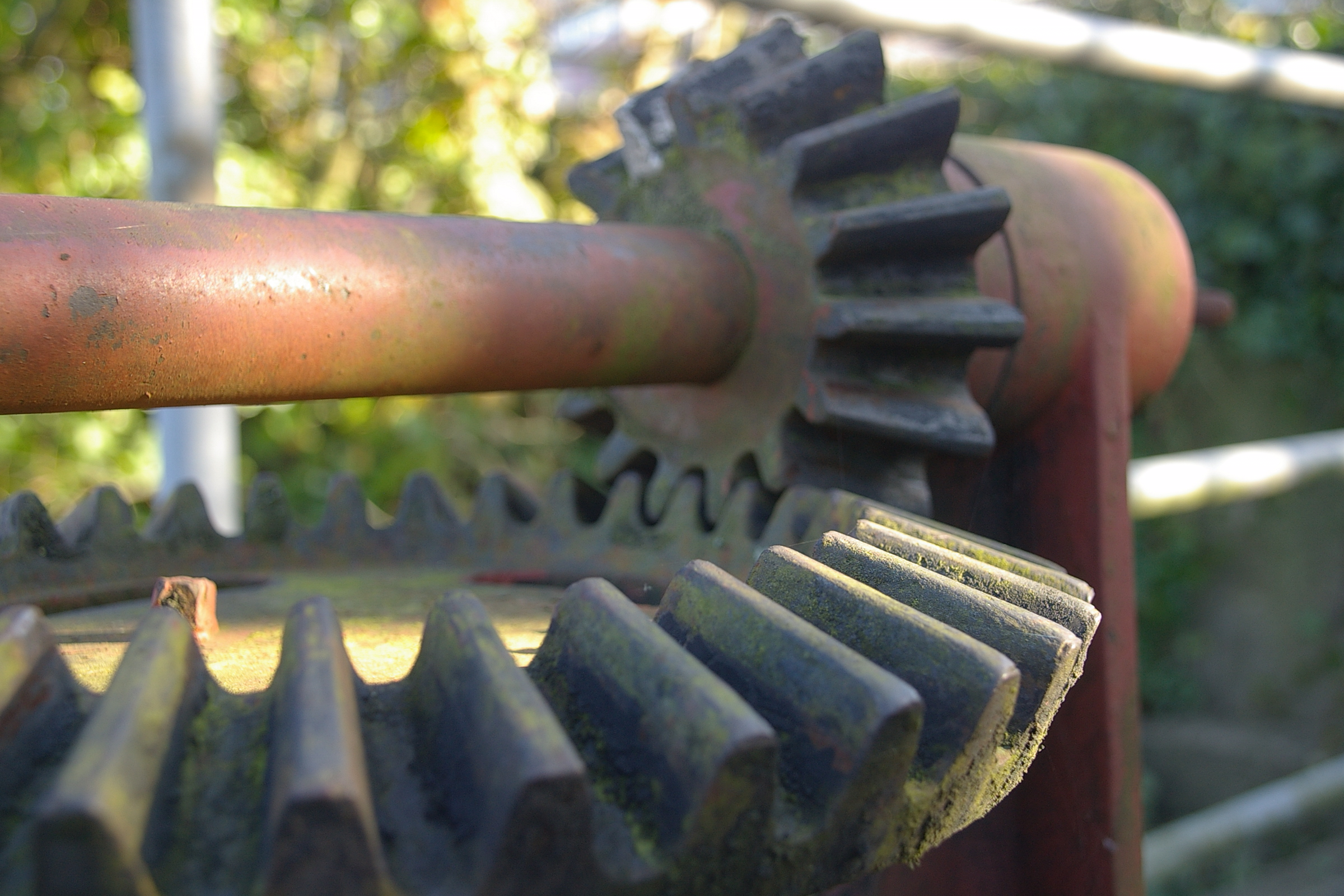
Конічні зубчасті колеса в приводі засувки дамби

У багатьох машинах здійснення необхідних рухів механізму пов'язане з необхідністю передати обертання з одного валу на інший за умови, що осі цих валів перетинаються. У таких випадках застосовують конічну зубчасту передачу. Розрізняють види конічних коліс, що відрізняються формою ліній зубів: з прямими, тангенціальними, круговими і криволінійними зубами. Конічні колеса з прямим зубом, наприклад, застосовуються в автомобільних диференціалах для передачі моменту від двигуна до коліс.

## Корончасті колеса

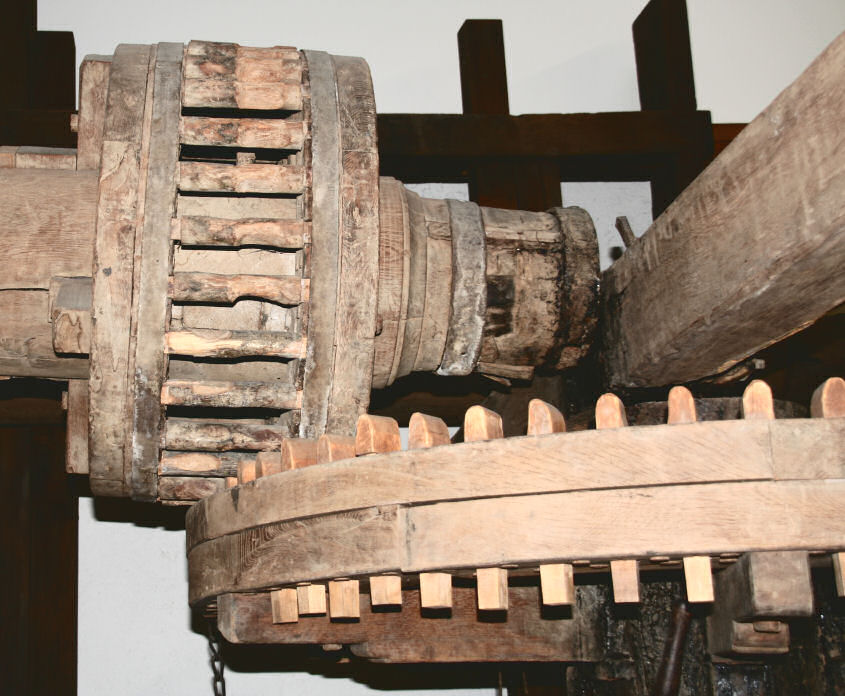
Цівкова передача

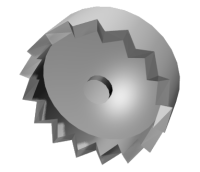
Корончаста шестерня

Корончасте колесо — особливий вид коліс, зуби яких розташовуються на бічній поверхні. Таке колесо зазвичай стикується із звичайним прямозубим, або з барабаном зі стрижнів (цівкове колесо), як в баштовому годиннику. На українських млинах корончасте колесо називалося «палечним» («палешним»), а зуби на ньому — «пальками» чи «пальцями».

## Рейкова передача (кремальєра)

Кремальєра

Рейкова передача використовується в тих випадках, коли потрібно перетворити обертальний рух на поступальний і навпаки. Складається зі звичайної прямозубої шестерні і рейки, на якій також нарізані зуби. Фактично, рейка може розглядатися як зубчате колесо нескінченного радіуса. Також цей принцип використовується на зубчастій залізниці.

## Некруглі зубчасті колеса

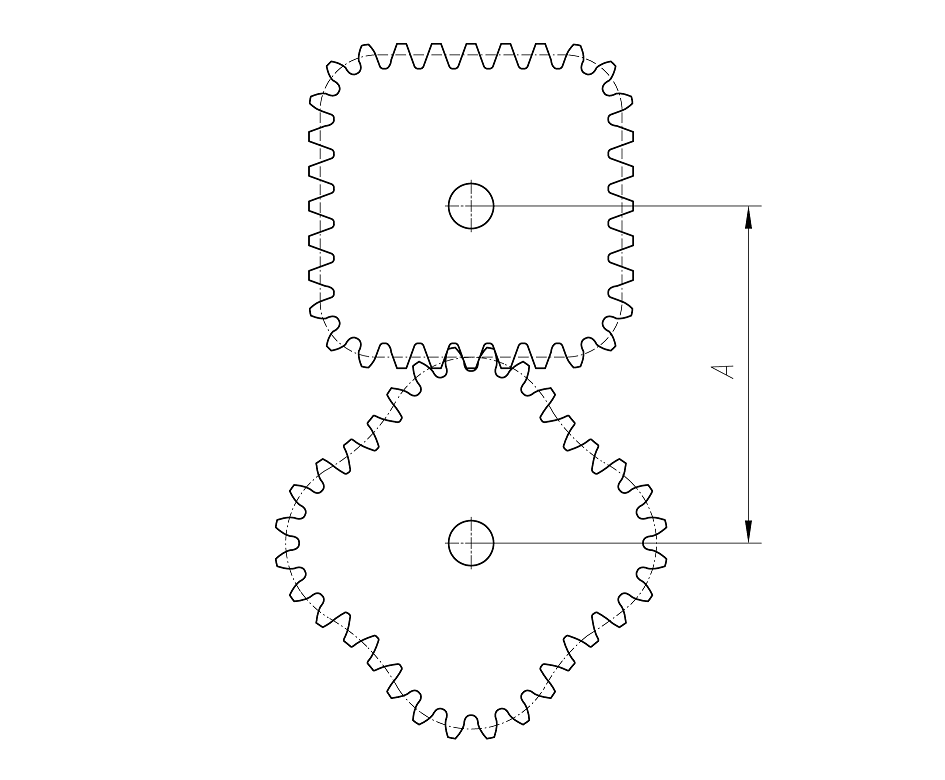
Некругле зубчасте колесо

Для деяких спеціальних застосувань використовуються некруглі зубчасті колеса. Такі колеса можуть використовуватися там, де є потреба у зміні передатного числа, осциляції осей коліс, та в інших. Такі колеса використовуються у безступеневій трансмісії, прядильних машинах, кіноапаратах тощо.